# Своннаноа (Північна Кароліна)
Своннаноа (англ. Swannanoa) — переписна місцевість (CDP) в США, в окрузі Банком штату Північна Кароліна. Населення — 5021 особа (2020).

## Географія
Своннаноа розташована за координатами 35°36′3″ пн. ш. 82°23′18″ зх. д. / 35.60083° пн. ш. 82.38833° зх. д. (35.600946, -82.388427).  За даними Бюро перепису населення США в 2010 році переписна місцевість мала площу 16,66 км², з яких 16,57 км² — суходіл та 0,09 км² — водойми.

## Демографія
Згідно з переписом 2010 року, у переписній місцевості мешкало 4576 осіб у 1757 домогосподарствах у складі 1133 родин. Густота населення становила 275 осіб/км².  Було 1954 помешкання (117/км²).
Расовий склад населення:
| - 87,8 % — білих - 4,7 % — чорних або афроамериканців - 1,3 % — азіатів - 0,7 % — корінних американців - 2,7 % — осіб інших рас |

До двох чи більше рас належало 2,9 %. Частка іспаномовних становила 8,9 % від усіх жителів.
За віковим діапазоном населення розподілялося таким чином: 22,7 % — особи молодші 18 років, 64,7 % — особи у віці 18—64 років, 12,6 % — особи у віці 65 років та старші. Медіана віку мешканця становила 38,2 року. На 100 осіб жіночої статі у переписній місцевості припадало 94,4 чоловіків;  на 100 жінок у віці від 18 років та старших — 87,4 чоловіків також старших 18 років.
Середній дохід на одне домашнє господарство  становив 43 898 доларів США (медіана — 36 220), а середній дохід на одну сім'ю — 53 765 доларів (медіана — 47 373). Медіана доходів становила 28 077 доларів для чоловіків та 21 677 доларів для жінок. За межею бідності перебувало 24,6 % осіб, у тому числі 42,4 % дітей у віці до 18 років та 4,9 % осіб у віці 65 років та старших.
Цивільне працевлаштоване населення становило 2326 осіб. Основні галузі зайнятості: освіта, охорона здоров'я та соціальна допомога — 18,1 %, роздрібна торгівля — 17,8 %, мистецтво, розваги та відпочинок — 12,6 %, виробництво — 11,0 %.